# Quân chủ tháng Bảy
Quân chủ tháng Bảy là giai đoạn từ năm 1830 tới 1848 trong lịch sử Pháp. Nền Quân chủ tháng Bảy được bắt đầu nhờ Cách mạng tháng Bảy năm 1830, khi nhân dân Paris nổi dậy chống lại Charles X, chấm dứt thời kỳ Bourbon phục hoàng. Louis-Philippe I, vốn là Công tước Orléans, thuộc nhánh thứ dòng họ Bourbon, lên ngôi. Louis-Philippe I, thay vì xưng Vua nước Pháp như các vị vua trước, thì ông lại xưng là vua của người Pháp, lập ra một nền quân chủ lập hiến.
Quân chủ tháng Bảy được kết thúc bằng một cuộc nổi dậy khác. Cách mạng 1848 đánh dấu chấm hết cho sự cai trị của dòng họ Bourbon. Nền Đệ nhị Cộng hòa, vốn bắt đầu từ Cách mạng tháng Bảy, được tuyên bố ngày 24 tháng 2 năm 1848. Napoléon III trở thành tổng thống đầu tiên của nước Pháp.